# Upravna zona 5 (Afar)
Upravna zona 5 je jedna od pet zona regije Afar u Etiopiji; nijedna od zona Afara nema imena. Prostire se duž istočne baze Etiopske visoravni. Ova zona se na jugu i istoku graniči s Upravnom zonom 3, na zapadu s regijom Amhara, a na sjeveru s Upravnom zonom 1.
Prema podacima Središnje statističke agencije iz 2005. godine, ova zona je imala oko 349.918 stanovnika, od čega 199.290 muškaraca i 150.628 žena. Podaci za gustoću stanovništva nisu dostupni.

## Worede
- Artuma
- Dewe
- Fursi
- Simurobi Gele'alo
- Telalak